# Precio de las emisiones

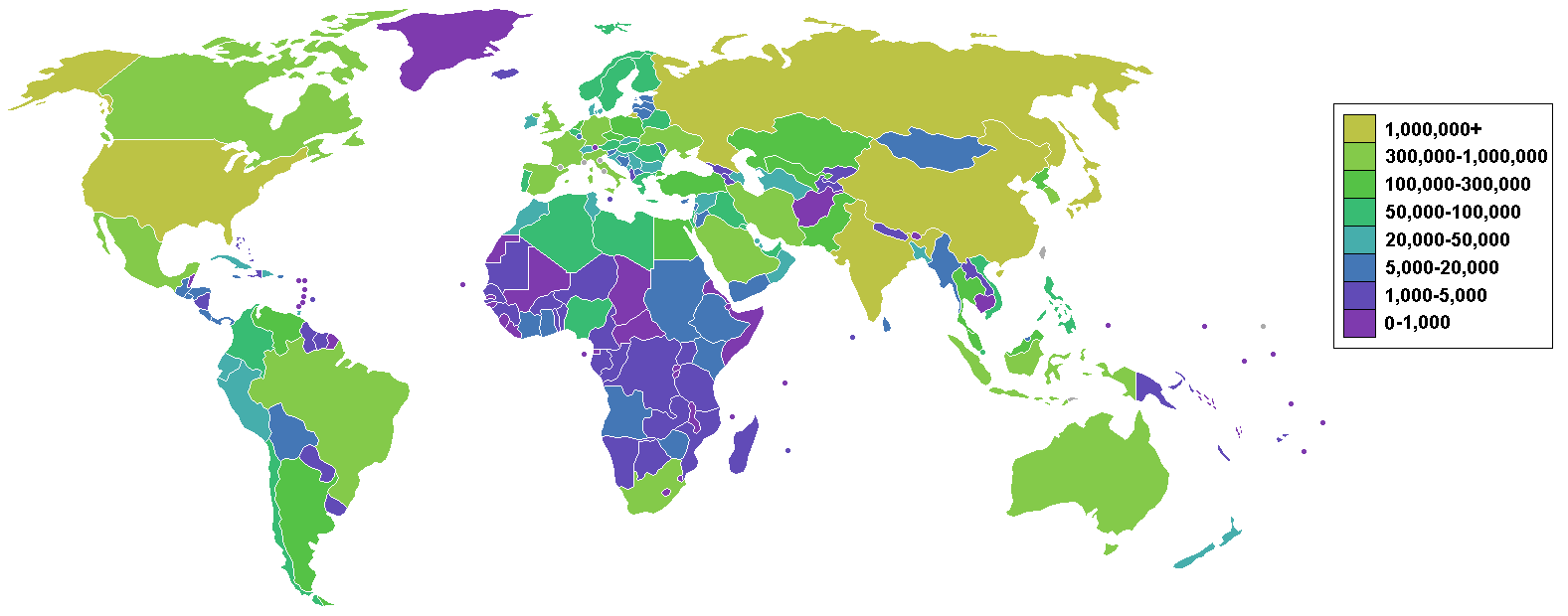
Mapa de los países del mundo por sus emisiones de dióxido de carbono

El precio de emitir gases de efecto invernadero (que suele abreviarse con la expresión precio del carbono, debido a que el dióxido de carbono es el principal de estos gases) es una herramienta económica destinada a integrar (internalizar) en los precios de mercado los costes ocultos (externalidades) de los daños causados por las emisiones de estos gases, con el fin de orientar las decisiones de los agentes económicos hacia soluciones de bajas emisiones.
La forma más simple, estable y predecible de conseguir un precio del carbono que sirva para reducir las emisiones es un impuesto sobre el carbono, del valor adecuado; una forma más compleja, elegida a menudo por razones políticas, es el sistema de bonos de carbono (o derechos de emisión) que pueden intercambiarse en un mercado del carbono. El Protocolo de Kioto había apostado decididamente por este sistema, pero los resultados han sido insatisfactorios, incluso contraproducentes, por la caída del precio del carbono.
En el marco de la preparación de la Conferencia de las Naciones Unidas sobre Cambio Climático 2015 (COP21 por sus siglas en inglés), numerosas iniciativas han promovido estrategias basadas en la idea de fijar un precio a la tonelada emitida de dióxido de carbono (CO2) equivalente, con modalidades lo suficientemente flexibles para conciliar la claridad de la señal, la aceptación política y la diversidad de las situaciones.

## Elementos de definición del concepto
Hay que distinguir las expresiones inglesas carbon price (literalmente precio del carbono, pero que significa precio de las emisiones de gases de efecto invernadero, GEI), y carbon pricing , que significa fijación de un precio de las emisiones GEI suficientemente alto para conseguir reducirlas significativamente.
Debe por tanto tenerse en cuenta que:
- cuando se habla de "precio del carbono", en realidad se está hablando del precio del dióxido de carbono;
- este precio no es por comprarlo, sino por emitirlo a la atmósfera; y
- con "dióxido de carbono" se está diciendo gases de efecto invernadero, de los cuales el dióxido de carbono es el principal, pero no el único.

Los trabajos científicos del Grupo Intergubernamental de Expertos sobre el Cambio Climático (IPCC por sus siglas en inglés) y de numerosos equipos de economistas han puesto de manifiesto los considerables daños, observables actualmente y que se incrementarán todavía más en el futuro, por el calentamiento mundial ocasionado por las emisiones GEI de origen antrópico.
Se han hecho algunas tentativas de cuantificar estos daños, por ejemplo el Informe Stern sobre la economía del cambio climático, redactado por el economista Nicholas Stern para el ejecutivo del Reino Unido, publicado el 30 de octubre de 2006.
Los daños afectan directamente o indirectamente al conjunto de los habitantes del planeta, y a menudo a largo plazo, pero los principales responsables de las emisiones de estos gases no soportan más que una pequeña parte de los costes inducidos, y a menudo ni siquiera son conscientes; es lo que los economistas denominan «el problema del polizón» y las «emisiones grises». Estos costes ocultos se llaman «externalidades negativas». Varios economistas buscan el mejor método para reintegrar estas externalidades en los precios de mercado de los productos cuya producción o consumo suponen emisiones de estos gases, en particular los combustibles fósiles o la carne.
Este intento de internalizar estas externalidades se refleja en la expresión «fijar un precio del carbono»: según el Banco Mundial, «fijar un precio al carbono contribuye a trasladar el peso de los daños que derivan de las emisiones de gases de efecto invernadero a quienes son responsables y están en situación de disminuirlos».
En 2008-2010, el organismo asesor francés Centro de Análisis Estratégico estimó que el valor de la tonelada (t) de CO2 emitida podría situarse en los 100 euros (€) en 2030 y en 200 € en 2050 (escenario medio en una horquilla de 150 a 350 €/t).
Existen 2 principales tipos de mecanismo para fijar o hacer emerger un precio del carbono:
- los impuestos a las emisiones (en inglés carbon tax), que fijan directamente un precio.
- los sistemas de intercambio de cupos de emisión en un concepto más amplio de mercado del carbono (en inglés cup-and-trade), que fijan unas cantidades de emisiones y, a través de su intercambio, permiten que surja un precio.

Ambos sistemas son eficientes: tienen los mismos costes sociales y el mismo efecto en los beneficios si los cupos son subastados. Sin embargo algunos economistas sostienen que los cupos impiden políticas climáticas no basadas en el precio, como las subvenciones a la energía renovable. Otros argumentan que unos cupos de emisiones que se hagan cumplir son la única forma de garantizar que se reducirán efectivamente las emisiones, pues un impuesto a las emisiones no disuadirá a quienes puedan pagarlo.
Una señal para el precio de estas emisiones también puede darse:
- aumentando los impuestos sobre los carburantes,
- suprimiendo las subvenciones a los combustibles fósiles (solo en 2018 los subsidios a estas tecnologías ascendieron a 300 millardos de euros),[7]
- con compensaciones de carbono,
- fijando normas de emisiones, o
- con sistemas de certificados de ahorro energético.

El centro CDC para investigación climática, un laboratorio de ideas francés, actualmente el Instituto para la Economía del Clima (I4CE), elaboró el mapa «Panorama mundial de los precios del carbono en 2014».
El protocolo de Kioto tenía en cuenta el conjunto de los gases de efecto invernadero (GEI), pero la mayoría de los pasos para fijar un precio a las emisiones de GEI se limitan a las emisiones de CO2, alegando como motivo que representan más de las 3 cuartas partes de las emisiones mundiales de GEI medidas en dióxido de carbono equivalente. Ahora bien, el metano representa el 15 % de las emisiones GEI a un siglo vista, pero mucho más a corto plazo. Esto invita a tenerlo también en cuenta, lo que daría más importancia a la reducción del consumo de gas natural, a la eliminación de los vertederos de basuras domésticas y a la lucha contra la deforestación.

## Historia
La idea de fijar un precio al carbono ya estaba presente en la Cumbre de la Tierra de Río de Janeiro en 1992.
El protocolo de Kioto de 1997 preveía la instauración de un mercado del carbono: los emisores que hubieran ahorrado unidades de emisiones (emisiones permitidas, pero no utilizadas) podrían vender este exceso a otros que hubieran sobrepasado sus objetivos de emisiones. Pero en la práctica el sistema Kioto para el comercio de emisiones ha sido complicado de poner en marcha. Se han celebrado negociaciones adicionales para aclarar detalles que no habían sido especificados en este protocolo; estas reglas han sido definidas durante los acuerdos de Marrakech en 2001. Por otra parte, el Mecanismo de desarrollo limpio permitía a los países industriales adquirir bonos de carbono adicionales financiando actividades de reducción de emisiones en los países en desarrollo.
En el primer mercado del carbono puesto en marcha en Europa en 2005, la materia prima es la tonelada de dióxido de carbono no emitida. El principio es simple: fijar cupos de emisiones a los mayores emisores europeos y permitir a los que reducen sus emisiones vender sus excedentes a quienes no consiguen disminuirlas. Este sistema estaba inspirado en una herramienta estadounidense desarrollada en los años 1990 con el fin de controlar las emisiones de dióxido de azufre (SO2), que había permitido reducir a la mitad estas emisiones en algunos años. Pero cerca de 12 000 instalaciones estaban implicadas en el mercado europeo de carbono (producción de electricidad, cementeras, acerías, papeleras...) por solo 2 000 en el caso del mecanismo estadounidense. Al comienzo, Europa fue demasiado generosa en la distribución de los cupos. Después, en una segunda fase, no anticipó la crisis económica, de manera que la mayoría de las instalaciones se han vuelto excedentarias (la cantidad de emisiones depende de la cantidad de producto que generan, y la crisis reduce considerablemente el producto generado) y el precio del carbono se ha hundido: fluctúa entre 5 y 7 €/tonelada CO2 desde 2012. Ahora bien, la mayoría de los analistas estiman que es necesario un precio mínimo de 30 € para impactar sobre los comportamientos de los industriales. Por otra parte se han constatado numerosas trampas en este mercado: defraudación del IVA, robos de cupos, instalaciones que cierran pero que conservan sus cupos de emisión, así como desvíos del Mecanismo de desarrollo limpio. Están en marcha reformas para restaurar la eficacia de este mercado. En septiembre de 2018 el precio de la tonelada de CO2 en Europa superó los 25 €.
En 2015, durante la COP21, se creó una coalición por un precio del carbono. En previsión de la revisión de la directiva sobre el mercado europeo del carbono, el Gobierno de Francia encargó en julio de 2016 un «informe sobre el precio del carbono en Europa» al presidente de Engie Gérard Mestrallet, al economista Alain Grandjean y al exministro, experto climático y director del WWF Pascal Canfin,  los 2 últimos ya autores a mediados de 2015 de un informe para el entonces presidente francés François Hollande sobre la financiación de la mitigación del cambio climático. Este encargo de 2016 tendría que «orientar las inversiones de los ciudadanos, los cargos públicos y las empresas hacia los proyectos y productos más favorables para el clima».

## Emisiones futuras vs. emisiones pasadas
El precio del CO2 tiene como objetivo reducir las nuevas emisiones en el futuro. Sin embargo, dicho precio no afecta las emisiones pasadas, es decir, la concentración de CO2 ya liberada a la atmósfera desde el comienzo de la industrialización, que ha aumentado de muy por debajo de 300 PPM a más de 415 PPM (2019). Sin interacción humana, esta concentración solo disminuirá a largo plazo. Por lo tanto, se necesitan emisiones negativas para reducir la concentración de CO2 atmosférico. Los ingresos públicos del precio del carbono podrían utilizarse para subsidiar a las empresas que proporcionan emisiones tan negativas. Dependiendo de la tecnología, como PyCCS o BECCS, el costo de generar emisiones negativas es de aproximadamente $ 150–165 por tonelada de CO2. Para que un modelo de negocio de este tipo sea atractivo, los subsidios tendrían que exceder este valor. Aquí, una apertura tecnológica podría ser la mejor opción, ya que se puede esperar una reducción en los costos debido al progreso técnico. Hoy en día, estos costos de generar emisiones negativas están por debajo de los costos de CO2 de $ 220 por tonelada, lo que significa que un modelo de negocio subsidiado por el estado para crear emisiones negativas ya tiene sentido económico en la actualidad. En resumen, mientras que un precio del carbono tiene el potencial de reducir las emisiones futuras, un subsidio al carbono tiene el potencial de reducir las emisiones pasadas.

## Estadísticas
En 2015, 38 países y 23 ciudades, estados, regiones o provincias han fijado un precio al carbono o se disponen a hacerlo. Son 3 vez más que hace 10 años; puede citarse en particular el mercado de cupos de California, que está conectado al de Quebec y pronto al de Ontario, y el mercado de China, puesto en marcha en 7 provincias antes de generalizarse al conjunto del país en 2016. Estas colectividades representarían el 12 % de las emisiones mundiales de GEI, pero los precios de la tonelada de CO2 fijados por estas colectividades van desde 1 dólar norteamericano ($) hasta 130 $, con cerca del 85 % de las emisiones a un precio inferior a 10 €/t, demasiado bajo, según los modelos económicos, para evitar que, en 2100, el aumento de temperatura media de la Tierra respecto a los niveles preindustriales supere los 2 °C. Si no se evita, el clima de la Tierra podría desestabilizarse. Un precio mínimo para los países desarrollados de 75 €/t CO2 equivalente y de 35 €/t para los países en desarrollo impediría, según los modelos, de 2,8 a 5,6 miles de millones de toneladas (gigatoneladas o Gt) de emisiones de CO2 en 2030. Las emisiones mundiales de CO2 en 2017 alcanzaron los 32,5 Gt.
La OCDE publicó durante la COP21 un estudio sobre los precios del carbono practicados en 41 países: los 34 miembros de la OCDE más China, India, Rusia, Brasil, Argentina, Indonesia y Sudáfrica; estos países agrupan el 80 % del consumo mundial de energía. El estudio recoge las emisiones de CO2 debidas a la utilización de energías fósiles y de biomasa, y evalúa el «impuesto real sobre el carbono», es decir, la suma de las tasas por emisiones, las tasas específicas sobre la energía (derechos de accisa sobre el consumo de energía y otras tasas, excluido el IVA) y los precios de las emisiones que se intercambian en un mercado. Los resultados muestran que el 60 % de las emisiones de CO2 no están sujetas a ninguna tasa, el 30 % tienen una tasa comprendida entre 0 y 30 €, mientras que solo el 10 % tienen una tasa superior a 30 €. Excluyendo las emisiones relacionadas con el transporte de carretera, el impuesto real sobre el carbono es nulo para el 70 % de las emisiones, y el 96 % de las emisiones están sometidas a una tasa inferior a 30 €/t. En el transporte por carretera, el 46 % de las emisiones de CO2 están gravadas con más de 30 €/t.
La Comisión de alto nivel sobre el precio del carbono, establecida en noviembre de 2016 en la COP22 de Marrakech, presentó su informe el 29 de mayo de 2017: para cumplir el objetivo, fijado por el Acuerdo de París sobre el clima, de no sobrepasar los citados 2 °C, el precio de la tonelada de CO2 deberá superar los 40 $ en 2020 y tender posteriormente hacia los 80 $. Según los expertos de esta comisión copresidida por Joseph Stiglitz, premio Nobel de economía, y Nicholas Stern, antiguo vicepresidente del Banco mundial, este precio deberá situarse entre 50 y 100 €/t desde 2030; los países más ricos tendrían que pagar sus emisiones de CO2 cuanto antes, y más caras que los más pobres.

## Campañas sobre el precio del carbono con vistas a la COP21
La temática del precio del carbono reapareció con fuerza al aproximarse la COP21.

### Coalición para fijar un precio al carbono
En septiembre de 2014, el Banco Mundial, el Foro Económico Mundial (también llamado Foro de Davos), y una serie de instituciones internacionales y de asociaciones lanzaron la Carbon Pricing Leadership Coalition (Coalición para el liderazgo en la fijación de un precio al carbono) con ocasión de la cumbre de las Naciones Unidas sobre el clima en Lima (COP20). Durante la cumbre organizada por el secretario general de las Naciones Unidas en Nueva York en septiembre de 2014, 74 estados, 23 jurisdicciones subnacionales y más de 1000 empresas expresaron su apoyo al proyecto de fijación de un precio del carbono,.

### Proposiciones de economistas
- Según la institución financiera francesa Caja de Depósitos y Consignaciones (CDC), el nuevo acuerdo (COP21) no se propondrá fijar un precio internacional del carbono; en cambio deberá, para tener éxito, facilitar a largo plazo el surgimiento de señales económicas nacionales, regionales o sectoriales, que animen a los decisores públicos y privados a realizar su transición energética y ecológica, y que financien sus acciones. Un sistema de cómputo de emisiones de GEI para todos los países, armonizado internacionalmente, será imprescindible. Tendrá que apoyarse en la experiencia de la Convención Marco de las Naciones Unidas sobre el Cambio Climático.
- Para permitir el desarrollo de estas señales nacionales, regionales, e incluso sectoriales, el Acuerdo de París tendrá que conceder flexibilidad a los países para elegir los instrumentos económicos con los que alcanzar sus objetivos de reducción de emisiones GEI; el acuerdo de Lima indica así la posibilidad de utilizar mecanismos de mercado complementarios de las acciones nacionales. El reconocimiento mutuo de los esfuerzos de cada país podrá favorecer a largo plazo la convergencia de la utilización de ciertos instrumentos económicos, como el precio del carbono.

- Un artículo de fondo de Jean Tirole y Christian Gollier (escuela de economía de Toulouse), aparecido en Le Monde, recuerda las bases de la doctrina económica clásica.[n 2] Los autores lamentan que, durante la conferencia de Copenhague de 2009, se abandonara la idea de un precio mundial del carbono y que la convención-marco sobre el cambio climático de la ONU se haya transformado en un estudio de grabación de promesas de esfuerzos futuros para luchar contra el calentamiento. Este mecanismo de compromisos voluntarios, que los autores califican de «carrera de lentitud», será confirmado seguramente en París. Para ambos economistas lo ideal sería un impuesto sobre el carbono combinado con un fondo verde [en general, no se refieren al existente Fondo Verde del Clima] para ayudar los países en desarrollo. Pero siendo esto políticamente irrealista, preconizan un sistema de mercado de emisiones, en el cual una organización multilateral asignaría a los países participantes los permisos de emisión, o los subastaría. Tal mercado permitiría definir un único precio mundial del carbono.
- Las medidas a favor de los países en desarrollo podrían ponerse en marcha con meras atribuciones gratuitas de permisos de emisión. Se podrían considerar 2 tipos de sanciones: la Organización Mundial del Comercio (OMC) debería tratar el rechazo de un país a poner el mismo precio que los demás como una práctica de dumping que acarrearía sanciones; y una insuficiencia de permisos de emisión al finalizar el año se valoraría a precio de mercado y se añadiría a la deuda pública del país implicado. Con el mismo espíritu, los productos de países no firmantes de un acuerdo en este sentido tendrían que ser penalizados, con aranceles (ver Arancel ambiental) gestionados por la OMC, por quienes sí lo hubieran suscrito.[25]

- Una nota política de Michel Aglietta y Étienne Espagne, del organismo asesor francés Centro de Estudios Prospectivos e Informaciones Internacionales (CEPII), propone para la aplicación del paquete clima-energía una herramienta para gestionar la transición hacia un precio elevado del carbono. Como todo aumento fuerte y repentino del precio del carbono tendría un gran impacto, políticamente insostenible, sobre el resto de la economía, es necesario crear una distinción transitoria entre el precio del carbono aplicado al stock existente de capital y el aplicado a las nuevas inversiones bajas en carbono. Esto puede hacerse utilizando un precio del carbono nocional elevado para fijar un valor de activo de las emisiones evitadas por las nuevas inversiones ("activo carbono"). Los bancos aceptarían, con la garantía del Banco Central Europeo, el reembolso de estos activos, certificados por agencias independientes. Esto evitaría una depreciación demasiado fuerte de las infraestructuras existentes, además de enviar una pertinente señal de precio a quienes desearan realizar inversiones bajas en carbono. En una segunda etapa, medidas fiscales asegurarían que el precio del carbono convergiera hacia el valor nocional, generando así los ingresos que permitieran el rescate de esa deuda-carbono aceptada por los bancos y garantizando la neutralidad presupuestaria de todo el proceso.[26]

- En junio de 2015, el informe «Movilizar la financiación climática», redactado por Pascal Canfin y Alain Grandjean por encargo del presidente de la República Francesa, sugiere el establecimiento de un "corredor de carbono" con un precio mínimo de 15 a 20 $/tonelada CO2 antes de 2020 y un precio objetivo de 60 a 80 $/t CO2 en 2030-2035. Los países que tomaran de manera voluntaria este corredor de carbono se comprometerían a asegurar el seguimiento de las iniciativas adoptadas para poner en marcha la señal de precio del carbono. Este dispositivo alía la flexibilidad necesaria para permitir a cada país adaptarlo a su situación particular y la claridad de una señal de precio explícita y mundial, que arroja la luz imprescindible para que los inversores orienten sus decisiones.[27]

- En octubre de 2015, Vincent Champain, presidente del Observatorio a Largo Plazo, un laboratorio de ideas francés, se opone a la idea de un precio único del carbono, porque la dependencia de los gases de efecto de invernadero (GEI) varía fuertemente: 650 gramos de CO2 por dólar de ingreso nacional en China, 340 en Estados Unidos, 210 en Alemania o 140 en Francia. Además un precio único no distingue entre países desarrollados —cuya industrialización ha acumulado una parte significativa del stock actual de GEI en la atmósfera— y países en  desarrollo, que reivindican un «derecho a emitir» equivalente. Finalmente, este precio causa a la vez un impacto "incitador" (incitando al desarrollo de tecnologías bajas en carbono) y un impacto "punitivo" (empujando a la reducción, incluso a la clausura, de sectores emisores). Champain preconiza en consecuencia separar, por un lado, la definición por expertos de un valor de referencia del carbono, que permite informar a cada uno sobre lo que debería costar a largo plazo una tonelada de CO2, y por otro lado, la puesta en marcha de precios diferenciados de carbono que emitan señales económicas —incitadoras o punitvas— para forzar a empresas y hogares a emitir menos, decisión política que define el esfuerzo pedido a cada país y cada sector económico.[28]

- En junio de 2017 la comisión Stern-Stiglitz, compuesta de economistas internacionalmente reconocidos de todos los continentes, publica un informe que afirma que una reducción eficaz de las emisiones de GEI no puede hacerse sin fijar un precio del carbono. La comisión preconiza una horquilla de 40 a 80 $/t CO2 en 2020 que suba a 50-100 $ en 2030, con niveles de precios diferentes según los países, pero dentro de dicha horquilla. Los países de rentas bajas estarían autorizados a empezar con niveles inferiores a 40 $.[29]

### Intervenciones de dirigentes de multinacionales
Los dirigentes reivindican ante todo señales económicas claras y una cierta estabilidad del marco institucional y reglamentario; pero cada grupo de presión pone también en primer lugar el interés que representa para él la fijación de un precio del carbono:
- Gérard Mestrallet, presidente de Engie (anteriormente GDF Suez): «Si no hacemos nada, es una factura que legaremos a las generaciones futuras: el coste del cambio climático se estima en hasta 450 millardos de euros anuales en 2050, según la ONU» El sector privado representa más del 70 % de las inversiones mundiales de prevención y limitación del cambio climático. «Las empresas tienen necesidad de visibilidad y de un acuerdo coherente a largo plazo para definir sus prioridades. Pero igualmente requieren claras señales de precio para orientar sus opciones a favor de soluciones de bajas emisiones. Esta señal es una generalización de los precios del carbono, es decir, del precio a pagar para cubrir el impacto sobre el medio ambiente de las emisiones de gases de efecto invernadero (GEI). Esta señal es tanto más necesaria cuanto los efectos conjugados del bajo importe actual de las energías fósiles y la revolución del gas de esquisto orientan hoy las preferencias hacia los recursos fósiles, abundantes y competitivos, poniendo en peligro los compromisos internacionales de reducción de emisiones de GEI. Generalizar las medidas de tarificación del carbono, a las cuales se unen cada vez más países, como China, Brasil, México, Sudáfrica y Corea del Sur; investigar la flexibilidad y coordinar las iniciativas nacionales, lo que es válido para los sistemas de mercado hoy presentes en 35 países; reparar sin esperar el mercado europeo de las emisiones de carbono»[30]
- Seis grandes petroleras europeas han pedido «que se fije un precio del carbono, con el fin de «desviarse de las opciones más emisivas, y de aportar la visibilidad necesaria para dinamizar las inversiones en las tecnologías de bajas emisiones y los recursos más pertinentes al ritmo adecuado», en un comunicado común de los dirigentes de Total, Shell, Statoil, BP, Eni y BG Group. Los petroleros prefieren un precio del CO2 que reparta la restricción, cargándola primero sobre las centrales térmicas de carbón antes que un planteamiento que endurecería las normas de emisión a sus principales clientes, las fábricas de automóviles. Patrick Pouyanné, director general de Total, evalúa en torno a 40 dólares el precio de la tonelada de CO2 emitida que induciría a producir electricidad con gas natural (menores emisiones) en vez de carbón. Respecto a la tecnología emergente de captura y almacenamiento de carbono (CCS por sus siglas en inglés), opina que necesitaría un precio de 80 a 100 dólares la tonelada almacenada para ser rentable.[31]

### Llamamientos de electos nacionales y de colectividades
En 2015, una alianza de jefes de Estado, representantes de ciudades y provincias, apoyada por dirigentes de grandes empresas y animada por el Banco Mundial, el Fondo Monetario Internacional (FMI) y la OCDE, exhortó a los países y las empresas del mundo a fijar un precio del carbono, lo que el Banco Mundial y el FMI consideran un paso adelante, según un comunicado del 19 de octubre de 2015.
Una "comisión por un precio del carbono" fue lanzada por Jim Yong Kim (presidente del Banco Mundial) y Christine Lagarde (directora general del FMI), rápidamente secundados por José Ángel Gurría (secretario general de la OCDE). En este marco, en octubre de 2015 (6 semanas antes de la COP 21), el presidente de Francia François Hollande, la canciller de Alemania Angela Merkel, la presidenta chilena Michelle Bachelet, el presidente filipino Benigno Aquino III, el mexicano Enrique Peña Nieto, el primer ministro etíope Hailemariam Desalegn, el gobernador de California Jerry Brown y el alcalde de Río de Janeiro Eduardo Paes, hicieron un llamamiento conjunto por un precio del carbono. El grupo Engie, CalPERS (un fondo de pensiones de funcionarios californianos), el Grupo Mahindra (India) e incluso Royal DSM apoyan también esta iniciativa, que promueve a la vez el mercado de carbono y el impuesto sobre el carbono, que conviven ya en ciertos países, pero a niveles a menudo muy insuficientes (de 1 a 130 $ en 2015, según los países o según los instrumentos financieros), aunque el número de instrumentos instalados o programados sobre el precio del carbono «prácticamente se ha duplicado de 2012 a 2015, alcanzando un valor comercial global cercano a los de 50 millardos de $».

## Precio interno del carbono fijado por empresas
Convencidas de que el precio del carbono está destinado a imponerse, a pesar de las dudas internacionales y la poca eficacia de los dispositivos existentes, algunas grandes empresas internacionales se preparan para la evolución de las reglamentaciones.
En noviembre de 2016, ante la apertura de la COP22 en Marrakech, más de 500 empresas que habían puesto en marcha un «precio interno del carbono», bajo diversas formas, para volverse más resilientes en el marco de la transición energética.
- Algunas, como Veolia,[35] se dotan de un «precio director», o «precio en la sombra» (shadow price), un valor aplicado a sus emisiones GEI generadas por sus diversos proyectos e integrado en las decisiones de inversión y cálculos de la tasa interna de retorno de sus inversiones (como se lo hace ya para el precio del petróleo) con el fin de desanimar las opciones más "carbonadas" (emisivas). Es el caso igualmente de Suez y Engie, que, bajo la presión de las ONG, han decidido dejar de invertir en el carbón (véase Desinversión en combustibles fósiles).
- Otras empresas aplican una «tasa interna voluntaria» (como Société Générale o LVMH) para reducir sus emisiones a la vez que financian su transición energética; es el caso de la Société Générale y de la empresa pública francesa de correos.[36]
- Y otras (como Saint-Gobain, Carrefour o Engie en 2016) testan diferentes importes para validar hipótesis, o para adaptarse a diferentes situaciones geográficas.

## Eficacia de fijar un precio al carbono
Los economistas consideran que poner un precio a las emisiones GEI está entre los métodos más eficientes para reducirlas. Esto significa que reduce las emisiones al menor coste posible, donde ese coste incluye el de medidas de eficiencia energética así como el de utilizar menos combustibles fósiles y más energía renovable. Esta eficiencia surge de eliminar un fallo de mercado: que las externalidades de las emisiones no tengan un precio.
Finalmente el análisis económico establece que, como al regulador le resultaría extremadamente difícil calcular con exactitud la utilidad que cada emisor obtiene de sus emisiones, una regulación directa (command and control regulation) sería menos eficiente que un mecanismo de mercado como el precio del carbono. En palabras del Grupo Integubernamental de Expertos contra el Cambio Climático (IPCC por sus siglas en inglés): «para mitigar el calentamiento mundial, los subsidios a la energía renovable son una alternativa menos eficiente a los impuestos sobre el carbono y al comercio de derechos de emisión.» (sección 3.8.1.2)